# Karerpass
Der Karerpass (italienisch Passo di Costalunga; fassanisch-ladinisch Jouf de Ciareja) ist der Pass zwischen dem Rosengarten und dem Latemar in den italienischen Dolomiten. Er verbindet das Eggental mit dem Fassatal (italienisch Val di Fassa) und somit Südtirol mit dem Trentino. Er liegt in einer Höhe von 1752 m s.l.m. Kurz unterhalb des Passes im Eggental liegt der Karersee (italienisch Lago di Carezza).

## Geschichte

### Vorgeschichte
Der Karerpass zählt zu den alten Übergängen, freilich hatte er niemals eine überragende Bedeutung und wurde nur von Hirten und Säumern begangen. Die steinzeitlichen Funde halten sich in einem verhältnismäßig geringen Rahmen, so gibt es Fundstellen südlich des Überganges nahe einer Almhütte. Kleinere Funde sind auch von der gegenüberliegenden Seite des Passhanges bekannt. An der recht geringen steinzeitlichen Fundmenge zeigt sich, dass der Karerpass dem Steinzeitmenschen zwar bekannt war, regelmäßig wohl auch begangen wurde, aber über lokale Interessen hinaus keine weitere Bedeutung besaß.
Über die Bedeutung des Karerpasses bei den Römern ist faktisch nichts bekannt, wahrscheinlich wurde er, wie die allermeisten der anderen Dolomitenpässe in dieser Zeit, zumindest lokal genutzt. Daran änderte sich wohl auch nichts im frühen Mittelalter. Erst im hohen Mittelalter scheint er eine Bedeutung für den regionalen Handel besessen zu haben, wurde doch der Saumweg über den Karerpass in einer Urkunde von 1387 als Strass bezeichnet.

### Name
Der Karerpass wird auch als Caressa bzw. Careccia bezeichnet, nebenher sind auch weitere Bezeichnungen (wie Passo Carezza) bekannt, so noch heute bei den Italienern Passo di Costalunga nach dem südöstlich der Passhöhe entspringenden Rio de Costalonga. Und bei den Ladinern wird der Karerpass auch als Col da la Fratta bezeichnet, was zu Deutsch so viel wie ‚Bruchjoch‘ bedeutet, und erinnert an einen ehemaligen Wald auf der Passhöhe, der vor einigen Jahrhunderten durch mehrmaligen Windbruch zerstört wurde. Die Bezeichnung Caressa könnte von einer Missdeutung von vial da carezar kommen, was einen ‚unter Umständen befahrbaren Saumpfad‘ bezeichnet. Die Italiener dachten, dass carezar von kareca (dt. „Riedgras“) abstamme, und machten daraus ein caressa. Daraus könnte im Deutschen dann Karer abgeleitet worden sein, mit welchen auch einige Seen in Passnähe bezeichnet wurden, wohl von diesen Seen übertrug sich dann der Name Karer auch auf die Passhöhe.
Andere Historiker vermuten, dass die Karerseen ausschlaggebend für die Namensgebung des Passes waren. Ein Kar, auch Kahr, Kaar (vom althochdeutschen char „Trog, Krug“) ist eine kesselförmige, amphitheaterähnliche Eintiefung an einem Berghang mit flachem Boden und steilen Rückwänden. Talwärts wird es häufig durch einen Karriegel (Karschwelle) abgeschlossen, in denen sich auch ein Karsee bildet.

### Die Straße
Bereits 1861 begann man mit dem Bau der Karerpassstraße, hielt sich dabei aber mit den Bauarbeiten sehr lange im Tal auf. Ging bis 1861 die Fahrstraße bis Birchabruck, so erreichte sie erst 1884 Welschnofen. Ein weiteres gutes Jahrzehnt später wurde 1895 auch der Karerpass überschritten, aber erst 1896 konnte die Karerpassstraße von Birchabruck nach Vigo di Fassa auch durchgängig vom Verkehr genutzt werden. In historischen Zeiten wurde die Passstraße als Teil der „Großen Dolomitenstraße“ aufgefasst. Bei einem umfangreichen Ausbau unter Mussolini in den 1930er Jahren wurde nicht nur die einstige Straßenbreite von 3 Metern auf sechs verdoppelt, sondern die Straße insgesamt auch verbessert. Aber auch in jüngster Zeit waren Modernisierungen notwendig, mittels einiger neuer Kunstbauten kam es teilweise zu Neutrassierungen der nunmehr als Strada Statale 241 di Val d’Ega e Passo di Costalunga ausgewiesenen Straße.
Einige Kilometer nördlich des Karerpasses befindet sich der 1690 m hohe Nigerpass, den man vom Tierser Tal aus überschreiten kann, um anschließend den Karerpass zu erreichen. Die kurvenreiche Straße über den Nigerpass stellt aber eher einen Umweg dar und ist schwerer zu befahren als die Zufahrt durch das Eggental. Etwas erleichtert wurde die Befahrbarkeit der Route im Spätherbst 1986, als nach 16-jähriger Bauzeit der nur wenige Kilometer lange Abschnitt zwischen Prösels und Tiers dem Verkehr übergeben wurde.

## Touristische Infrastruktur

### Riesenhotels in den Bergen

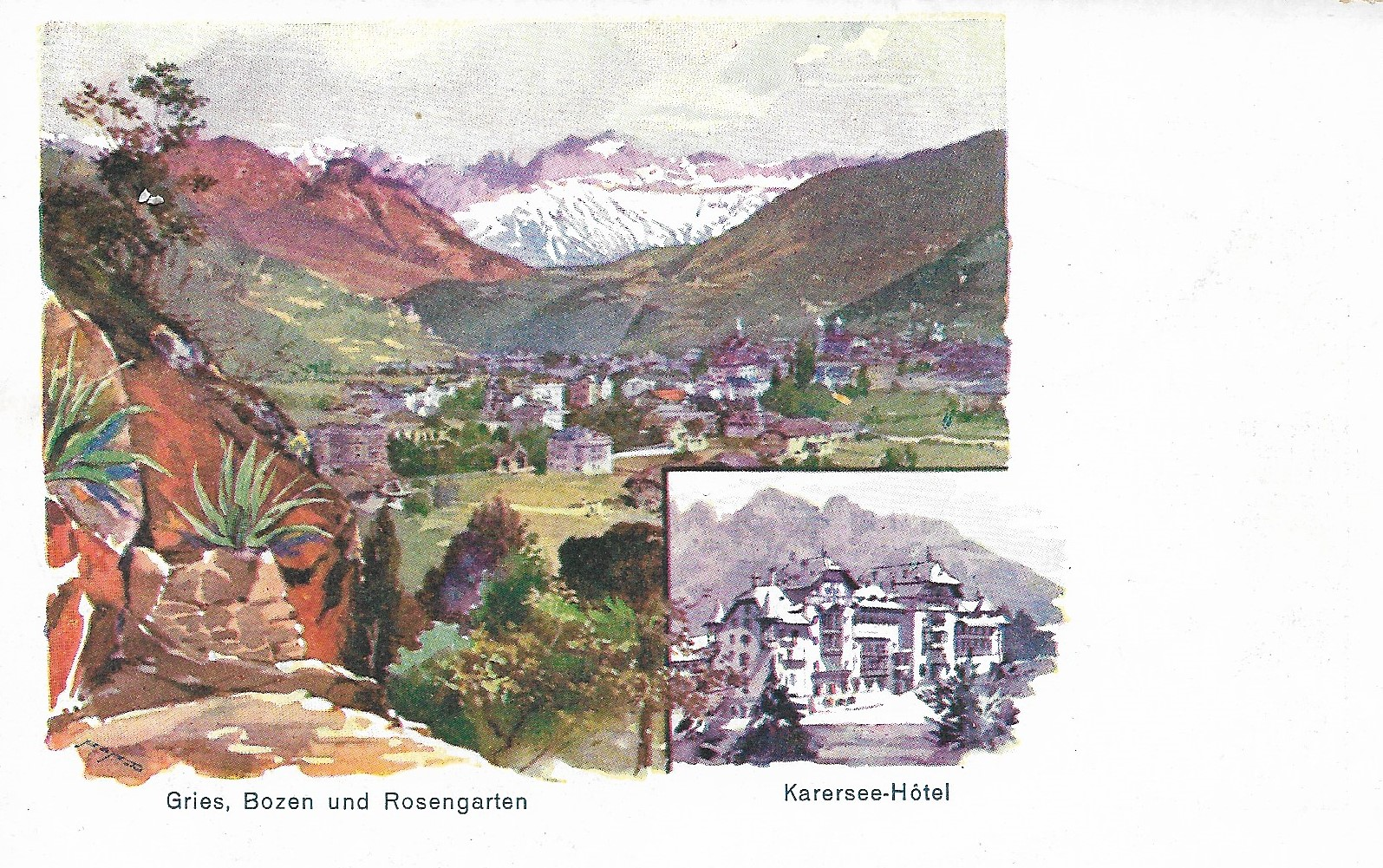
Korrespondenzkarte von Gries-Bozen mit Abbildung des Karerseehotels, ca. 1910

Die treibende Kraft bei der touristischen Entwicklung des Karerpassgebietes war Theodor Christomannos. Aus der Schweiz kam damals der Trend, Riesenhotels in die Bergwelt zu setzen, deren luxuriöse Rundumversorgung gepaart mit den Vorteilen des Gebirgsklimas und mit den landschaftlichen Schönheiten für betuchte Gäste eine enorme Attraktion bildete. Christomannos setzte es sich zum Ziel, dieser Entwicklung auch in Tirol Rechnung zu tragen und in attraktiven Gegenden, in denen der Alpintourismus bereits Fuß gefasst hatte, ähnliche Bauten zu realisieren. Im Ortlergebiet hatte er es mit dem Bau der Fahrstraße nach Sulden und mit der Errichtung des Suldenhotels 1891–1892 nach den Plänen des Architekten Otto Schmid bereits vorgemacht. Die im Bau befindliche Karerpassstraße bewog ihn, seine Fühler auch in diese Gegend am Fuß des Rosengartens und des Latemars auszustrecken.

### Das Grand Hotel Karersee

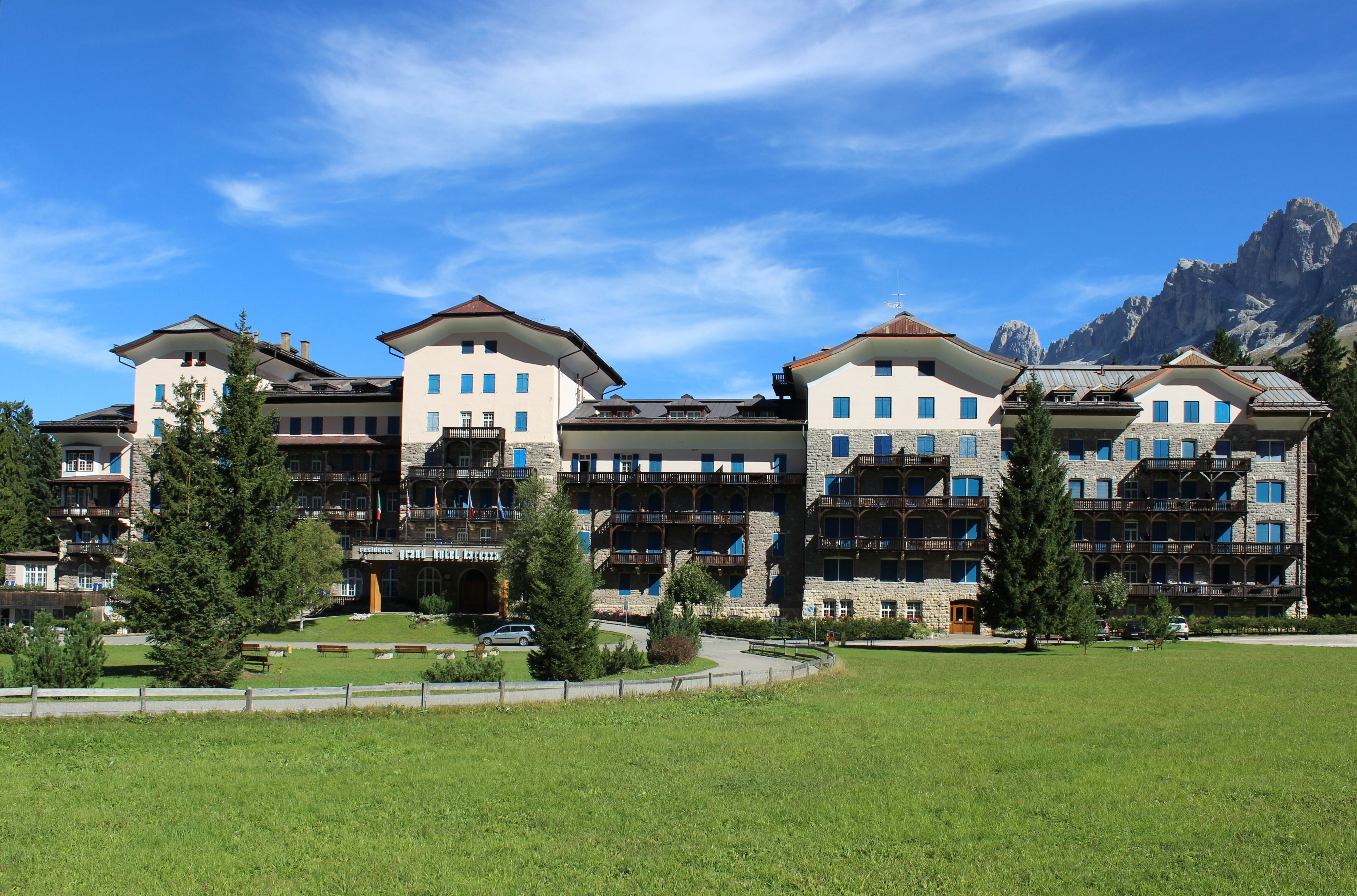
Grand Hotel Karersee

Otto Schmid hatte dort schon 1887 vergeblich versucht, ärarischen Grund direkt am Karersee zu kaufen, um ein Hotel zu errichten. Christomannos erwarb etwas später von privaten Almwiesenbesitzern 100 Joch Grund unterhalb des Karerpasses und begann mit den Vorarbeiten für den vom Meraner Architekten Karl Lun geplanten Hotelbau im Jahr 1894. Der Baugrund musste trockengelegt werden. Ein Kleinkraftwerk für die Energieerzeugung, ein eigenes Sägewerk, eine Ziegelei, Kalköfen und Unterkünfte für die Arbeiter wurden errichtet. Ein Porphyrbruch wurde in der Nähe der Planggenschwaige freigelegt. Die zu Spitzenzeiten an die 560 Personen zählende Belegschaft stellte das Hotel samt den Wirtschaftsgebäuden in nur 14-monatiger Bauzeit fertig. Am 5. Juli 1896 wurde das Hotel in Anwesenheit von 300 Festgästen und einer Unzahl von Zuschauern aus den umliegenden Dörfern und Almen eingeweiht. Es verfügte über 170 Zimmer und 280 Betten und wurde eine Begegnungsstätte für Prominente: im August/September 1897 weilte Kaiserin Sissi im Hotel; ihr taten es viele Repräsentanten des europäischen Hochadels gleich. Agatha Christie, Karl May, Sigmund Freud sind nur einige weitere eingängige Namen von berühmten Gästen der damaligen Zeit. Zum Hotel gehörte eine Kapelle und ein 9-Loch-Golfplatz, der 1904 auf Betreiben englischer Gäste angelegt wurde und damit einer der ältesten in Südtirol war.
Mitten in der Hochsaison, am Vormittag des 15. August 1910 zerstörte ein Großbrand das Hotel. Er war im Dachgeschoss ausgebrochen, die Ursache konnte nicht ermittelt werden. Mit dem Wiederaufbau wurde noch im gleichen Jahr begonnen. Im Juni 1912 wurde das wiedererrichtete Hotel, das nun über 350 Zimmer mit 500 Betten verfügte, eingeweiht. Den Schaden von 1.300.000 Kronen übernahm die Versicherung. Während des Ersten Weltkrieges diente es der österreichischen Generalität als Stützpunkt. Erst 1925 konnte der Hotelbetrieb wieder aufgenommen werden. 1943 wurde es von der deutschen Wehrmacht beschlagnahmt, die hier ein SS-Lazarett unterbrachte. 1947 nahm es seine Funktion als Hotel wieder auf. Darauf, dass der englische Premierminister Winston Churchill mit seiner Ehefrau und seinem Gefolge im Grand Hotel Karersee seinen Urlaub verbrachte, weist heute noch die „Suite Churchill“ hin. Winston Churchill konnte hier seiner Lieblingsbeschäftigung, dem Malen, ungestört nachgehen.
Das Grand Hotel ist heute in eine Ferienappartementanlage umgewandelt. Der historische Speisesaal und das Hallenbad sind erhalten.
In der zweiten Hälfte des 20. Jahrhunderts kam der Tourismus in den Dolomiten wieder in Gang. In unmittelbarer Nähe des Hotels entstanden die Siedlung Karersee und das Skigebiet Carezza – Karersee mit rund 30 km Pistenlänge. Im Sommer wird die Gegend von Bergwanderern, Kletterern und Mountainbikern frequentiert.
Seit 1990 ist auch wieder ein 9-Loch-Golfplatz eröffnet.
Heute besteht das Grand Hotel teilweise aus Privatwohnungen und teilweise aus Hotelzimmern. Das Haus gehört insgesamt über 600 Personen.